# 库亚巴体育俱乐部
库亚巴体育俱乐部（葡萄牙語：Cuiabá Esporte Clube）是巴西马托格罗索州库亚巴市的一支足球俱乐部。现在参加巴西足球甲级联赛。

## 榮譽
- 國際
- 國家
- 州際
  - 巴西馬托格羅索州聯賽冠軍：2003, 2004, 2011, 2013, 2014, 2015, 2017, 2018, 2019
  - 巴西綠盃冠軍：2015, 2019
  - Copa FMF冠軍：2010, 2016

## 外部連結
- 官方網站